# シュコダ45T
シュコダ45T（チェコ語: Škoda 45T）は、チェコのシュコダ・トランスポーテーションが開発・生産する路面電車車両。バリアフリーに適した超低床電車で、2022年以降ブルノ市電で使用されており、ヘドヴィカ（Hedvika）という愛称が付けられている。

## 概要
チェコの大都市・ブルノの路面電車であるブルノ市電で長年使用されていた連接車のKT8D5.N2の置き換えや2022年12月に実施された路線延伸による輸送力増強を目的に、ブルノ市交通会社は2020年にオプション分を含め最大40両の新型路面電車車両の入札を発表し、翌2021年にチェコのシュコダ・トランスポーテーションが発注の権利を獲得した。この契約に基づき、同社が開発した車両がシュコダ45Tである。
シュコダ45Tはシュコダ・トランスポーテーションが2015年に買収したフィンランドのトランステックが開発し、買収後は同社によって展開されるフォアシティ・スマート（←アーティック）の1形式で、車内全体が段差がない低床構造となっている両運転台の3車体連接車である。車内は冷暖房が完備されている他、車椅子やベビーカー、自転車が設置可能なフリースペースが2箇所に設置されている。また、車内外には安全・防犯対策として監視カメラが複数台存在する。主電動機は各台車に2基搭載され、制動装置には回生ブレーキが採用されている。
2022年10月に最初の車両（1760）がブルノ市電に到着し、試運転を実施した後同年12月から営業運転を開始した。翌2023年までに当初の発注分である全5両（1760 - 1764）の納入が完了しており、以降は2025年までにオプション権を用いる形で追加発注された15両が増備される他、2023年には更に15両の追加発注が実施されている。

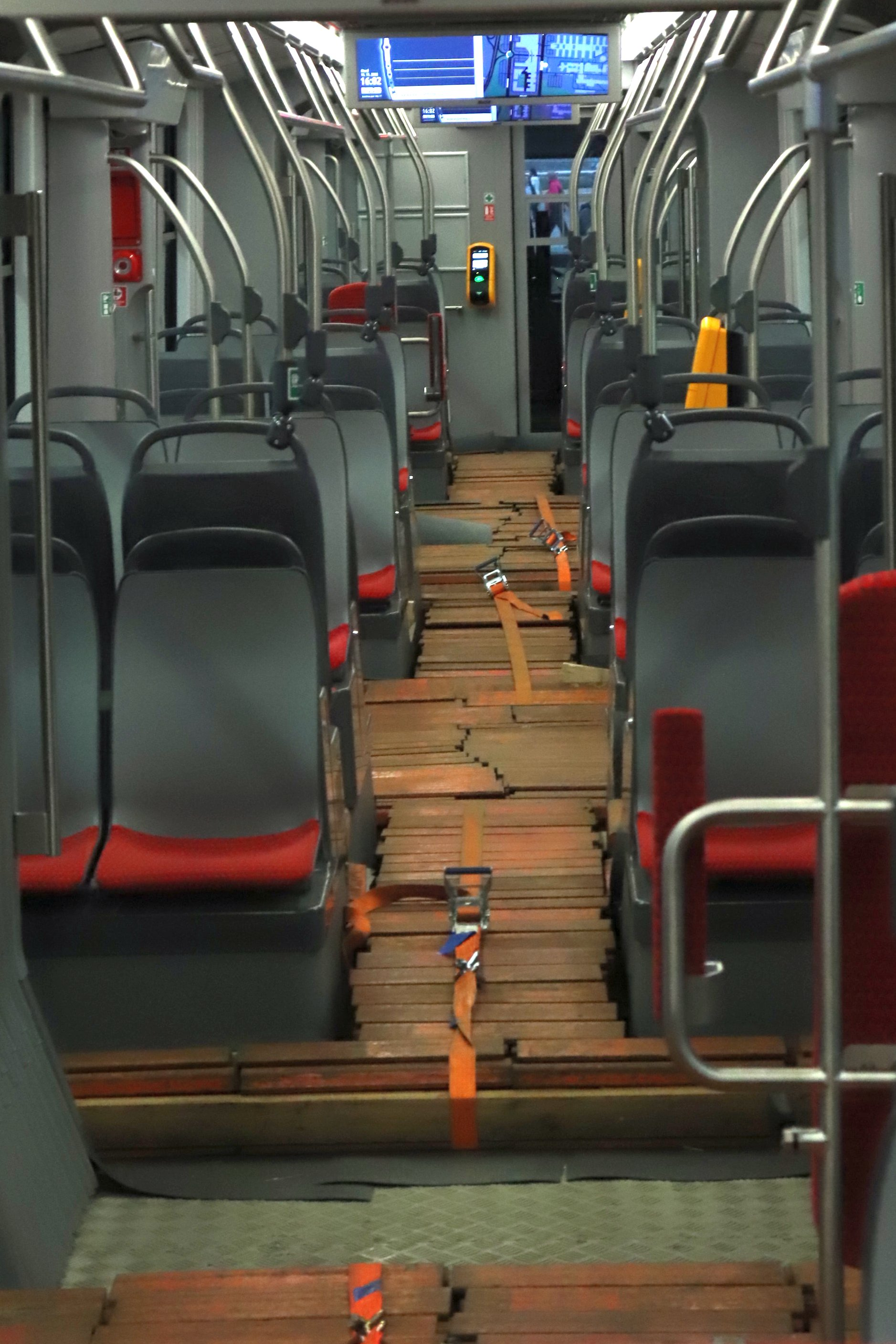
車内
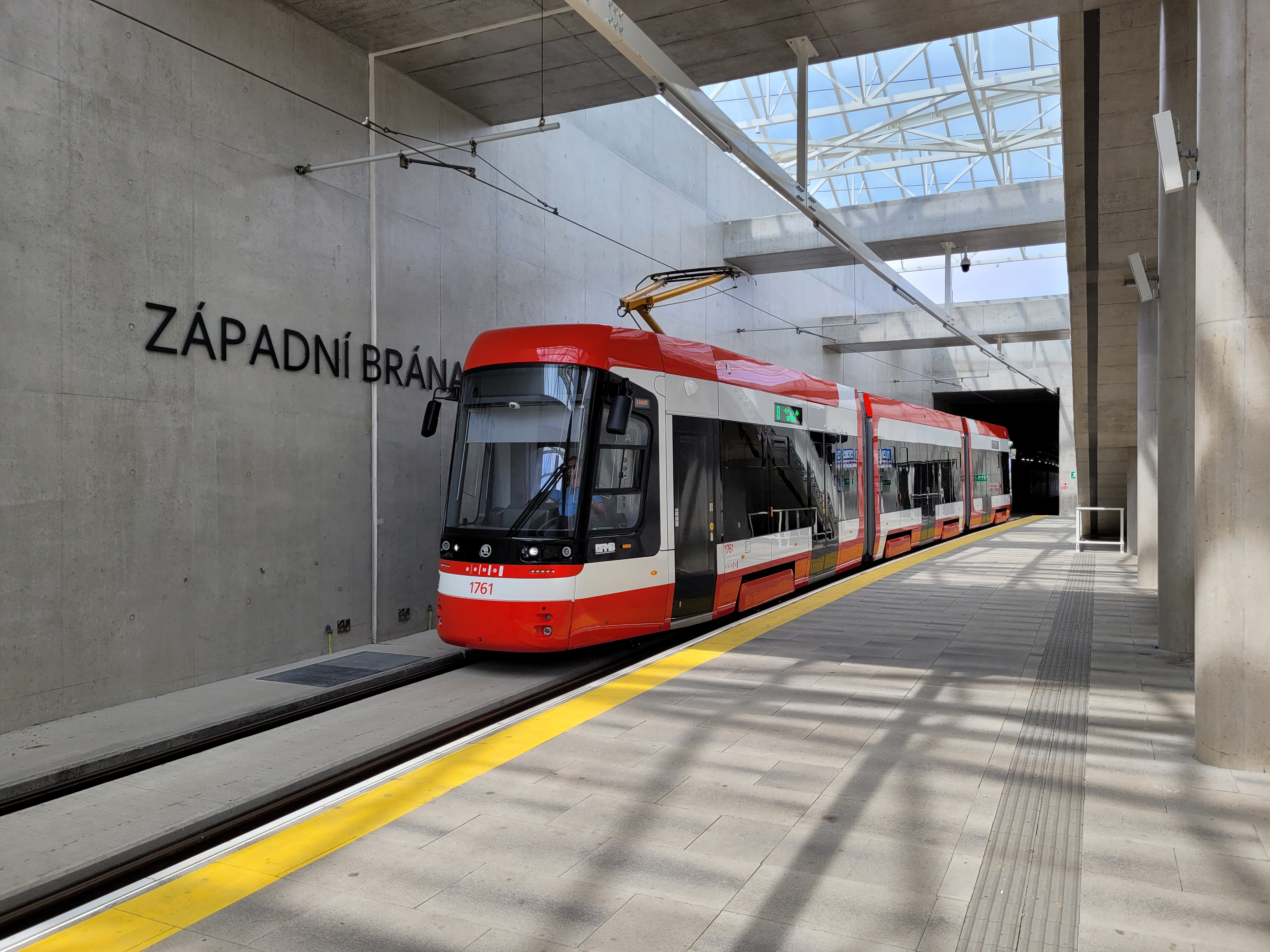
シュコダ45T（1761） （2023年撮影）
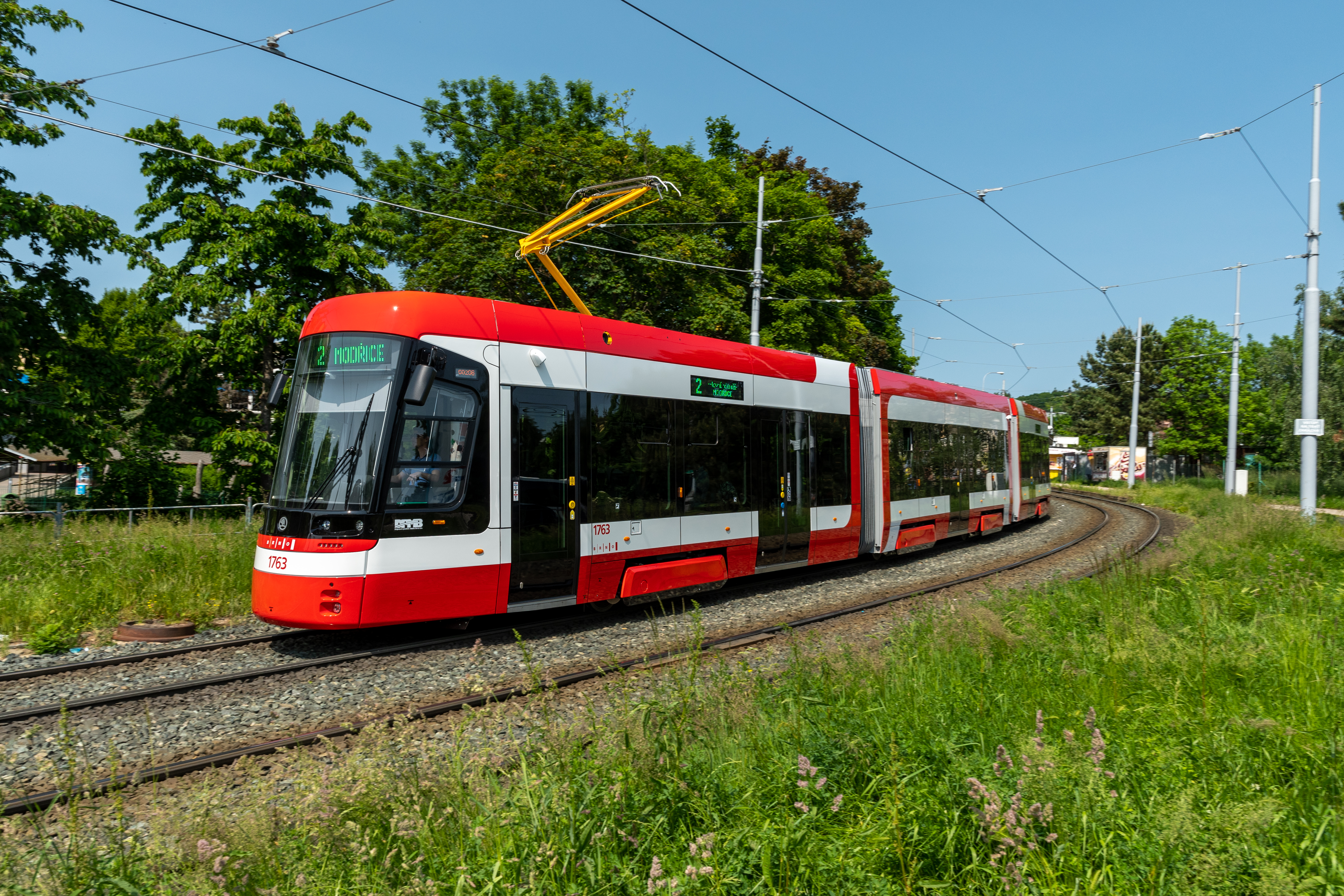
シュコダ45T（1763） （2023年撮影）